# Capture du premier Pokémon
Capture du premier Pokémon (Pokemon Getto Daze ! (ポケモン ゲットだぜ ！) en japonais et Ash Catches a Pokémon en anglais) est le 3e épisode de la première saison de la Pokémon, la série. L'épisode a été diffusé pour la première fois au Japon le 15 avril 1997, aux États-Unis le 10 septembre 1998.

## Synopsis
La série nous raconte les aventures de Sacha. Sacha, Ondine et Pikachu arrivent dans la forêt de Jade et rencontrent un Chenipan sauvage, que Sacha décide de capturer malgré les protestations d'Ondine qui déteste les Pokémon insectes. Ondine n'apprécie pas Chenipan et Sacha lui demande de partir, mais Ondine continue de suivre Sacha en trouvant comme prétexte sa bicyclette qu'il doit lui rembourser. Sacha capture aussi un Roucoups sauvage qu'il a affaibli grâce à Pikachu. Ensuite la Team Rocket apparaît pour enlever Pikachu, mais Sacha, avec l’aide de ses nouveaux Pokémon, va réussir à les battre à nouveau. Après le combat Chenipan évolue en Chrysacier. Sacha et Ondine continuent leur périple à travers la forêt de Jade,,.

## Production
Capture du premier Pokémon est le troisième épisode de la Pokémon, la série, il a été diffusé pour la première fois au Japon le 15 avril 1997 et aux États-Unis le 10 septembre 1998. L'épisode a été écrit par Satoshi Tajiri et réalisé par Masamitsu Hidaka.
Aurélien Ringelheim est la voix française de Sacha et Fanny Roy la voix d'Ondine.

## Réception
Sur le site de l'Internet Movie Database, 125 utilisateurs avait mis une note moyenne de 8,1 sur 10 (au 16 juin 2014).
L'épisode raconte la capture du premier Pokémon, mais Chenipan est capturé dans les 30 premières secondes de l'épisode. C'est un Pokémon très faible, non apprécié par Ondine, qui est finalement rassuré par Pikachu. L'épisode montre aussi la capture d'un deuxième Pokémon, Roucoups. Nostalgiarush.org décrit la capture du premier Pokémon comme un moment télévisé important.